# Héctor Carballo
Héctor Federico Carballo (n. Morón, Provincia de Buenos Aires; 14 de marzo de 1980) es un futbolista argentino que juega en la posición de defensor.

## Trayectoria
Carballo llegó a Boca Juniors junto a varias promesas del semillero Verdolaga (Club Ferro Carril Oeste), como Facundo Bonvín, José Molina y Carlos Quiñonez.
A comienzos del 2001 le ofrecieron irse prestado al Club Deportivo Motagua de Honduras junto con otros exponentes de la cantera Xeneize como Fernando Pasquinelli y Gastón Díaz. Fueron a Honduras, donde la pasaron mal y su seguridad y la de sus compañeros no tenían garantías. En la temporada 2001/02 fue cedido al equipo mexicano Potros Zitácuaro donde tampoco pudo debutar en Primera. Con 23 años todavía no había debutado oficialmente, su oportunidad tardó, pero llegó. El 29 de junio de 2003 Carlos Bianchi mandó a la cancha a un conjunto alternativo para enfrentar a Independiente en la victoria por 3 a 1 por el Torneo Clausura 2003.
Con 24 años, 3 partidos jugados en Boca Juniors y sin mucho más que hacer ahí, quedó libre.
Y así, en 2004, regresó al barrio de Caballito para vestir la casaca de Ferro Carril Oeste y jugar al lado de Carlos Bangert, "Nuno" Molina y "Carucha" Lagorio, entre otros, en la B Nacional.
En 2005, acompañado de Carlos Quiñonez, se tomó el avión que lo dejó en Malasia, y fichó por el Kuala Lumpur FA.
En 2006 pasó por el Estudiantes de Mérida Fútbol Club de Venezuela y en 2007 fichó con el Provincial Osorno de la segunda categoría de Chile. Desde 2008 jugó en el Club Guaraní.
En el mes de mayo de 2010, logró el campeonato con Guaraní de Paraguay, consagrándose una fecha antes de la finalización del torneo.

## Clubes
| Club                  | País      | Año       |
| --------------------- | --------- | --------- |
| Boca Juniors          | Argentina | 1999-2000 |
| Motagua               | Honduras  | 2001      |
| Potros Zitácuaro      | México    | 2001-2002 |
| Boca Juniors          | Argentina | 2003-2004 |
| Ferro Carril Oeste    | Argentina | 2004      |
| Kuala Lumpur FA       | Malasia   | 2005      |
| Estudiantes de Mérida | Venezuela | 2006      |
| Provincial Osorno     | Chile     | 2007-2008 |
| Guaraní               | Paraguay  | 2008-2012 |
| Almirante Brown       | Argentina | 2012-2014 |
| Mitre (SdE)           | Argentina | 2014-     |